# Малдиви
Малдиви (малд. ދިވެހިރާއްޖެ), званично Малдивска Република, острвска је држава која се налази у Индијском океану. Географски припада јужној Азији. Малдиви су групе атола распрострањених јужно од индијских Лакадива, између острва Миникој (на крајњем северу) и архипелага Чагос (на југу) и око 700 km југозападно од Шри Ланке у Лакадивском мору Индијског океана. Двадесет шест малдивских атола покрива територију на којој се налази 1126 острваца, од којих је две стотине острва насељено. Са просечном надморском висином од 1,5 m (4 ft 11 in), Мaлдиви су најнижа земља на свету. Чак је и њихова највиша природна тачка најнижа на свету, са 2,4 m (7 ft 10 in). Услед консеквентног ризика који представља пораст нивоа мора, влада ове земље се залаже да њихова земља постане угљенично-неутрална до 2019.
Малдиви су најмања држава у Азији. Укључујући море, територија се простире на отприлике 90,000 km2 (34,749 sq mi), са копненом површином од 298 km2 (115 sq mi). Малдиви су једна од географски најразасутијих суверених држава на свету и најмања земља са муслиманском већином по површини. Са популацијом од 515.132 становника према попису из 2022. године, то је 2. најмање насељена земља у Азији и девета најмања земља на свету по површини. Мале је главни и најнасељенији град, традиционално назван „Краљево острво“, где су древне краљевске династије владале са централне локације. Малдивски архипелаг се налази на гребену Чагос–Лакадив, огромном подморском планинском ланцу у Индијском океану; ово такође формира копнени екорегион са архипелагом Чагос и Лакшадвипом.
Малдиви су насељени више од 2.500 година. Документовани контакт са спољним светом почео је око 947. године када су арапски путници почели да посећују острва. У 12. веку, делом због значаја Арапа и Персијанаца као трговаца у Индијском океану, ислам је стигао до Малдивског архипелага. Малдиви су убрзо консолидовани као султанат, развијајући снажне комерцијалне и културне везе са Азијом и Африком. Од средине 16. века, регион је дошао под све већи утицај европских колонијалних сила, са Малдивима који су постали британски протекторат 1887. Независност од Уједињеног Краљевства је стечена 1965, а председничка република је успостављена 1968. са изабраним народним већем. Деценије које су уследиле виделе су политичку нестабилност, напоре у демократским реформама, и еколошке изазове изазване климатским променама и порастом нивоа мора. Малдиви су постали један од оснивача Јужноазијске асоцијације за регионалну сарадњу (SAARC).
Малдиви су члан Уједињених нација, Заједнице нација, Организације исламске сарадње и Покрета несврстаних. Светска банка класификује Малдиве као економију са вишим средњим приходима. Малдиви су партнер у дијалогу Шангајске организације за сарадњу. Рибарство је историјски било доминантна економска активност, и остаје далеко највећи сектор, а прати га брзо растућа туристичка индустрија. Малдиви имају „високу” стопу на Индексу људског развоја, са приходом по глави становника знатно вишим од других земаља SAARC-а. Малдиви су били члан Комонвелта нација од јула 1982. до повлачења из организације у октобру 2016. у знак протеста због оптужби других нација о кршењу људских права и неуспешној демократији. Малдиви су се поново придружили Комонвелту 1. фебруара 2020. након што су показали доказе о функционисању демократских процеса и подршке народа.

## Географија

### Положај
Површина државе износи 298,0 km².
Малдивски архипелаг се налази у северном делу Индијског океана, југозападно од јужног дела Индије. Архипелаг се састоји од 1200 коралних острва, груписаних у атоле.

### Геологија и рељеф
На песковитом терену успева мали број биљних врста, али је он повољан за кокосове палме, хлебно дрвеће, банане и папају.

### Воде
Малдиви су острвска земља у којој нема река и језера, окружена је Индијским океаном.

### Флора и фауна
Малдиви, иако мала острвска држава, веома је богата биљним и животињским светом. На острвима живе разне врсте тропских птица, папагаја, змија, палми и кокосових палми, док у водама има корала, који формирају коралне гребене са атолима, ајкула и ража у Индијском океану.

### Клима
Клима на Малдивима је тропска и монсунска, са кишним периодом и са више од 300 сунчаних дана годишње. Дневне температуре се током целе године крећу од 25-32 степена Целзијусових док влажност ваздуха иде и до 80%. Период од маја до новембра је са вишим степеном влажности ваздуха и већом могућношћу за падавинама док је период од новембра до маја везан за суво и топло време.
| Клима Мале (1981–2010)                               | Клима Мале (1981–2010) | Клима Мале (1981–2010) | Клима Мале (1981–2010) | Клима Мале (1981–2010) | Клима Мале (1981–2010) | Клима Мале (1981–2010) | Клима Мале (1981–2010) | Клима Мале (1981–2010) | Клима Мале (1981–2010) | Клима Мале (1981–2010) | Клима Мале (1981–2010) | Клима Мале (1981–2010) | Клима Мале (1981–2010) |
| Показатељ \ Месец                                    | .Јан.                  | .Феб.                  | .Мар.                  | .Апр.                  | .Мај.                  | .Јун.                  | .Јул.                  | .Авг.                  | .Сеп.                  | .Окт.                  | .Нов.                  | .Дец.                  | .Год.                  |
| ---------------------------------------------------- | ---------------------- | ---------------------- | ---------------------- | ---------------------- | ---------------------- | ---------------------- | ---------------------- | ---------------------- | ---------------------- | ---------------------- | ---------------------- | ---------------------- | ---------------------- |
| Максимум, °C (°F)                                    | 30,3 (86,5)            | 30,7 (87,3)            | 31,4 (88,5)            | 31,6 (88,9)            | 31,2 (88,2)            | 30,6 (87,1)            | 30,5 (86,9)            | 30,4 (86,7)            | 30,2 (86,4)            | 30,2 (86,4)            | 30,1 (86,2)            | 30,1 (86,2)            | 30,61 (87,11)          |
| Просек, °C (°F)                                      | 28,0 (82,4)            | 28,3 (82,9)            | 28,9 (84)              | 29,2 (84,6)            | 28,8 (83,8)            | 28,3 (82,9)            | 28,2 (82,8)            | 28,0 (82,4)            | 27,8 (82)              | 27,8 (82)              | 27,7 (81,9)            | 27,8 (82)              | 28,2 (82,8)            |
| Минимум, °C (°F)                                     | 25,7 (78,3)            | 25,9 (78,6)            | 26,4 (79,5)            | 26,8 (80,2)            | 26,3 (79,3)            | 26,0 (78,8)            | 25,8 (78,4)            | 25,5 (77,9)            | 25,3 (77,5)            | 25,4 (77,7)            | 25,2 (77,4)            | 25,4 (77,7)            | 25,8 (78,4)            |
| Количина кише, mm (in)                               | 114,2 (4,496)          | 38,1 (1,5)             | 73,9 (2,909)           | 122,5 (4,823)          | 218,9 (8,618)          | 167,3 (6,587)          | 149,9 (5,902)          | 175,5 (6,909)          | 199,0 (7,835)          | 194,2 (7,646)          | 231,1 (9,098)          | 216,8 (8,535)          | 1.901,4 (74,858)       |
| Дани са падавинама (≥ 1.0 mm)                        | 6                      | 3                      | 5                      | 9                      | 15                     | 13                     | 12                     | 13                     | 15                     | 15                     | 13                     | 12                     | 131                    |
| Релативна влажност, %                                | 78,0                   | 77,0                   | 76,9                   | 78,1                   | 80,8                   | 80,7                   | 79,1                   | 80,5                   | 81,0                   | 81,7                   | 82,2                   | 80,9                   | 79,7                   |
| Сунчани сати — месечни просек                        | 248,4                  | 257,8                  | 279,6                  | 246,8                  | 223,2                  | 202,3                  | 226,6                  | 211,5                  | 200,4                  | 234,8                  | 226,1                  | 220,7                  | 2.778,2                |
| Извор #1: Светска метереолошка организација          |                        |                        |                        |                        |                        |                        |                        |                        |                        |                        |                        |                        |                        |
| Извор #2:NOAA (релативна влажност и сунчаност 1961–1990) |                        |                        |                        |                        |                        |                        |                        |                        |                        |                        |                        |                        |                        |

## Историја
Историја Малдива обухвата периоде колонијализације и исламизације од доласка будизма, ислама, арапских трговаца и индијских досељеника, па све до првих Европљана који су дошли ради туризма и лепих плажа.

## Политика
Малдиви су парламентарна република, са председником на челу владе и шефом државе. Председник је на челу извршне власти и именује владу коју одобрава Народни Меџлис (парламент). Након увођења новог устава 2008. године, директни избори за председника државе одвијају се сваких пет година, са лимитом од два мандата за било ког појединца. Чланови једнодомног Меџлиса служе петогодишња мандата, са укупним бројем чланова утврђених на основу популације атола, ког представљају. Зграда парламента се налази у Малеу, а ту бораве и народни посланици из целе земље. Први устав ове Републике проглашен је 1968. године, да би касније више пута био мењан и допуњиван. Садашњи Устав је ступио на снагу 7. августа 2008. године.

## Административна подела
Малдиви имају двадесет шест природних атола и неколико острвских група на изолованим гребенима. Сви они су подељени на двадесет једану административну јединицу - атоле и град Мале. Начелнике ових административних јединица именује председник државе. Све јединице су груписане у 7 региона, а град Мале је посебни престолни регион.
Називи и распоред региона и атола Малдивских острва:
- Крајњи северни: Ха Алиф, Ха Далу и Шавијани;
- Северни: Нуну, Раа, Баа и Лавијани;
- Престолни: Мале;
- Централно-северни: Кафу, Алиф Алиф, Алиф Дал и Ваву;
- Централни: Мему, Фафу и Далу;
- Централно-јужни: Гафу Алиф и Гафу Далу;
- Јужни: Гнавијани и Сину;
- Крајње јужни: Таа и Ламу.

## Становништво
Етнички идентитет становника Малдива представља мешавину култура народа који су се населили на острвима, утопљену у једну веру и језик. Најранији досељеници су вероватно били из јужне Индије и Шри Ланке. Ти досељеници су имали језички и етнички карактер Индијског потконтинента и нама су данас познати као етнички Дивехи или једноставно Малдивци.
Почетком 20. века, Малдиви су имали око 100.000 становника, да би данас тај број износио око 400.000. Од тог броја, 77.000 су страни радници, док се процењује да још 33.000 има илегално усељених имиграната.
Већина Малдиваца су сунитски муслимани.

## Привреда
Главне привредне гране ове земље су туризам и пољопривреда. Земља има прелепе плаже са белим песком и светлоплавим бистрим морем. Малдиви извозе кокос, банане, рибу, тропско воће итд.